# (1171) Rusthawelia
(1171) Rusthawelia – planetoida z pasa głównego asteroid okrążająca Słońce w ciągu 5 lat i 250 dni w średniej odległości 3,18 au. Została odkryta 3 października 1930 roku w Observatoire Royal de Belgique w Uccle przez Sylvaina Arenda. Nazwa planetoidy pochodzi od Szoty Rustawelego, gruzińskiego poety epoki średniowiecza. Obiekt ten został zaobserwowany już wcześniej. 14 marca 1904 roku Max Wolf odkrył obiekt A904 EB i nazwał go (525) Adelaide, lecz został on zagubiony. Później 3 października 1930 roku Sylvain Arend odkrył obiekt (1171) 1930 TA i nazwał go (1171) Rusthawelia. W 1958 roku A. Patry z Nicei ustalił, że chodzi o jedną i tę samą planetoidę. Ostatecznie nazwę (525) Adelaide przyznano asteroidzie 1908 EKa odkrytej 21 października 1908 roku przez Joela Metcalfa, a nazwę (1171) Rusthawelia i odkrycie planetoidy przyznano Sylvainowi Arendowi.